# ماکوسپانا
ماکوسپانا (به اسپانیایی: Macuspana) از شهرهای کشور مکزیک است که در ایالت تاباسکو قرار دارد و جمعیت آن طبق سرشماری سال ۲۰۱۰ میلادی ۳۲٬۲۲۵ نفر بوده‌است.